# Новак Володимир Миколайович
Володимир Миколайович Новак (нар. 2 червня 1947, село Перемишель, тепер Славутського району Хмельницької області) — український політик, компартійний діяч, 2-й секретар Хмельницького обкому КПУ. Народний депутат України 4-го скликання. Кандидат історичних наук (1988).

## Біографія
Закінчив середню школу. У липні — листопаді 1964 року — слюсар-монтажник на будівництві Криворізької ДРЕС-2. У листопаді 1964 — вересні 1966 р. — вчитель Жуківської восьмирічної школи Славутського району Хмельницької області.
У вересні 1966 — липні 1970 р. — студент Кам'янець-Подільського педагогічного інституту, здобув спеціальність учителя.
Член КПРС з березня 1967 року.
У 1970 — 1972 р. — викладач Кам'янець-Подільського технікуму харчової промисловості.
У січні — грудні 1972 р. — 2-й секретар, у грудні 1972 — травні 1977 р. — 1-й секретар Кам'янець-Подільського міського комітету ЛКСМУ.
У травні 1977 — 1982 р. — завідувач відділу організаційно-партійної роботи Кам'янець-Подільського міського комітету КПУ. У 1981 році закінчив заочно Кам'янець-Подільський сільськогосподарський інститут, здобув спеціальність економіста.
У 1982 — 1984 р. — заступник завідувача, а у 1984 — травні 1990 р. — завідувач відділу організаційно-партійної роботи Хмельницького обласного комітету КПУ. У 1988 році закінчив Академію суспільних наук при ЦК КПРС та захистив кандидатську дисертацію.
У травні 1990 — лютому 1991 р. — секретар Хмельницького обласного комітету КПУ.
У лютому — серпні 1991 р. — 2-й секретар Хмельницького обласного комітету КПУ.
З 1991 року займався приватним бізнесом. У березні 1992 — квітні 2004 р. — директор українсько-німецького спільного підприємства «Агро-Поділля» у місті Хмельницькому.
З квітня 2002 по березень 2005 — Народний депутат України 4-го скликання від Комуністичної партії України.
Потім — на пенсії у місті Хмельницькому.

## Нагороди і відзнаки
- орден «Знак Пошани» (1986)
- медалі